# Tatiana Anisimova
Tatiana Anisimova (ryska: Татья́на Ани́симова), född den 19 oktober 1949 i Groznyj, dåvarande Sovjetunionen, är en sovjetisk friidrottare inom häcklöpning.
Hon tog OS-silver på 100 meter häck vid friidrottstävlingarna 1976 i Montréal. 